# Metopomuscopteryx tibialis
Metopomuscopteryx tibialis är en tvåvingeart som först beskrevs av Daniel William Coquillett 1902.  Metopomuscopteryx tibialis ingår i släktet Metopomuscopteryx och familjen parasitflugor. Inga underarter finns listade i Catalogue of Life.